# Accent transatlantique
L'accent transatlantique ou accent médio-atlantique (en anglais : Mid-Atlantic accent ou Transatlantic accent,,) est un accent délibérément appris de l'anglais. Il mélange des caractéristiques considérées comme les plus prestigieuses de l'anglais américain et britannique (en particulier la Received Pronunciation).
À la mode dans la classe supérieure américaine du début du XXe siècle puis utilisé dans l'industrie du divertissement américaine des années 1920 aux années 1940, il ne s'agissait pas d'un accent natif ou régional, mais d'une variante acquise qu' « aucun Américain ne parlait réellement à moins d'avoir été éduqué pour le faire ». Il fut en effet adopté par certaines écoles privées du Nord-Est américain, ainsi que dans les écoles de cinéma, de théâtre, d'élocution et de diction,. Son utilisation déclina fortement après la Seconde Guerre mondiale.
De nos jours, le terme d'« accent transatlantique » et ses équivalents anglophones désignent plus généralement tout accent avec un mélange perçu de caractéristiques américaines et britanniques,,.

## Historique

### Une prononciation pour les élites
Au début du XXe siècle, la prise de parole formelle en public aux États-Unis se concentre sur une intonation musicale, des voyelles allongées et tremblées, et une résonance puissante, plutôt que sur le détail des qualités phonétiques des mots. Cependant, depuis le XIXe siècle, la classe supérieure de la Côte Est s'attachait de plus en plus à reproduire les qualités phonétiques de la Received Pronunciation (l'accent standard de la classe supérieure britannique), telles que la non-rhoticité (la non-prononciation du R, sauf immédiatement devant voyelle).
Dans ce contexte, le phonéticien australien William Tilly, qui enseigna à l'Université Columbia de 1918 jusqu'à sa mort en 1935, introduisit sa propre norme non-rhotique pour la prononciation de l'anglais américain, qu'il appelait le World English et qu'il basait sur les affectations britanniques utilisées dans le langage de la haute-société américaine du Nord-Est. Tilly souhaitait populariser le World English comme prononciation américaine « correcte » qui serait utilisée dans la vie publique.
Il finit par être adopté par les écoles préparatoires indépendantes privées du Nord-Est, notamment dans l'État de New York, contribuant à en faire la prononciation particulière des personnes se voulant « éduquées », « cultivées » ou « raffinées ».

### Entrée dans les arts de la scène
Le prestige associé au World English l'a rapidement conduit à entrer dans la formation classique des acteurs aux États-Unis, qui se concentrait déjà explicitement sur l'imitation de la Received Pronunciation.
Sa codification à l'écrit (notamment quant à son application théâtrale) est souvent attribuée à une élève de Tilly, Edith Warman Skinner,. Skinner, qui qualifiait cet accent de Good American Speech ou Eastern Standard (les deux termes sont aujourd'hui obsolètes), le décrivait comme la prononciation américaine appropriée pour « les textes classiques et élevés ». Elle poussa vigoureusement ses élèves à apprendre l'accent au Carnegie Institute of Technology et, plus tard, à la Juilliard School.
L'accent (ou ses légères variations) est ainsi devenu typique des arts de la scène aux États-Unis entre les années 1920 et 1940 (dans ce domaine, il est connu sous d'autres noms, notamment American Theatre Standard ou American Stage Speech). Prenant son essor et devenant familier du grand public avec l'apparition du cinéma parlant hollywoodien, il fut également encouragé par les studios dans les années 1930 et 1940.
Dû notamment aux efforts normatifs de William Tilly et Edith Warman Skinner, le sociolinguiste William Labov témoigne que ce qu'on appelle aujourd'hui l'accent transatlantique « a été enseigné en tant que modèle d'anglais international correct par les écoles de diction, de comédie et d'élocution aux États-Unis jusqu'à la fin de la Seconde Guerre mondiale ».
Il est également possible que la qualité acoustique nasale et aiguë parfois associée à l'accent transatlantique fût privilégiée à cause des limitations technologiques de l'époque, la radio et le cinéma sonore restituant alors de manière inefficace les basses humaines naturelles.

### Déclin
En 1950, à la suite et vraisemblablement à cause de la Seconde Guerre mondiale, l'influence de l'accent avait largement pris fin. Dans les années 1960, il aura cessé d'être enseigné pour le théâtre.
Il a par la suite pratiquement disparu, même parmi les classes dont il était issu, à mesure que l'élite de la côte Est perdait en influence sur la société américaine ; il est même devenu sujet à dérision dans la culture populaire.

### Postérité
Bien qu'il ait disparu en tant que standard de la haute société et de la haute culture, l'accent transatlantique a par la suite encore été entendu dans certains médias pour des raisons historiques, humoristiques ou stylistiques.
- Alexander Scourby était un acteur américain de théâtre, de cinéma et acteur vocal connu pour son enregistrement de l'intégralité de la Bible King James achevé en 1953. Scourby était souvent employé comme doubleur et narrateur dans les publicités et dans les médias diffusés par la National Geographic Society. Son accent transatlantique soigné était considéré comme l'idéal pour de tels rôles[22].
- Dans le film Ma Tante (1958), l'accent de Gloria Upson l'identifie comme une membre de l'élite WASP du Connecticut[23].
- Jim Backus et Natalie Schafer utilisent l'accord pour leur interprétation d'un couple millionnaire dans la série télévisée Gilligan's Island (1964-1967)[24].
- Dans la franchise de films Star Wars et ses dérivés (1977-), le personnage de Dark Vador (joué par James Earl Jones) utilise un accent transatlantique pour refléter sa position de haute autorité ; la princesse Leia (jouée par Carrie Fisher) et la reine Amidala (Natalie Portman) l'emploient également en passant à un registre de langue formel dans des contextes politiques[3].
- M. Burns, Tahiti Bob et Cecil Terwilliger des Simpsons (1989-) parlent tous avec un accent transatlantique[25].
- Mark Hamill adopte un accent transatlantique très théâtral dans ses nombreux doublages du Joker à partir de 1992[26].
- Dans la sitcom Frasier (1993-2004), il est utilisé par les frères Crane, interprétés par Kelsey Grammer et David Hyde Pierce, pour leur ajouter une dimension snob[3].
- Elizabeth Banks utilise l'accent transatlantique pour son personnage d'Effie Trinket dans la série de films Hunger Games (2012-2015), qui dépeint d'importantes divisions de classes dans une Amérique du Nord futuriste[2].

De nombreux méchants de Disney du XXe siècle parlent soit avec un accent britannique (par exemple Shere Khan, Prince John, le Seigneur des Ténèbres, Scar et Frollo), soit avec un accent transatlantique (notamment la reine-sorcière, Maléfique, Cruella d'Enfer, Madame de Trémaine, Mère Gothel, Professeur Ratigan et Jafar).
Plus récemment, Marianne Williamson, autrice et candidate démocrate à l'élection présidentielle américaine de 2020, a attiré l'attention pour son accent unique qui, à la suite de sa participation aux débats liés à sa campagne,,, a été largement discuté et parfois décrit comme un accent transatlantique. Un article de The Guardian a notamment déclaré que Williamson « parle avec un accent transatlantique séduisant donnant l'impression qu'elle sort tout juste du tournage d'un film de Cary Grant ».

## Exemples de locuteurs

### Personnalités
Les premiers enregistrements sonores d'Américains éminents nés au milieu du XIXe siècle attestent de l'adoption (ou non) de l'accent transatlantique par les élites.
Le président William Howard Taft, qui fréquenta l'école publique de l'Ohio, et l'inventeur Thomas Edison, qui grandit dans la classe modeste de l'Ohio et du Michigan, utilisent leurs accents naturels, rhotiques (avec un R prononcé). En revanche, les présidents William McKinley (originaire de l'Ohio) et Grover Cleveland (de l'État de New York), qui fréquentèrent des écoles privées, emploient dans leurs discours publics un accent non rhotique (transatlantique) ; tous deux utilisent même parfois un R battu. Ce dernier est moins régulièrement entendu dans les enregistrements de Theodore Roosevelt, successeur de McKinley, qui est issu d'un quartier aisé de New York – il utilise également un accent non rhotique, avec une affectation plus new-yorkaise. Son cousin éloigné, Franklin D. Roosevelt, emploie aussi un accent non rhotique, sans R battu.
Les Américains riches ou très instruits connus pour être des locuteurs permanents de l'accent transatlantique comprennent William F. Buckley Jr.,, Gore Vidal, HP Lovecraft, Franklin D. et Eleanor Roosevelt, Alice Roosevelt Longworth, Averell Harriman,, Dean Acheson, George Plimpton, Jacqueline Kennedy Onassis, Louis Auchincloss, Norman Mailer, Diana Vreeland (bien que son accent soit unique, avec des traits transatlantiques pas tout à fait cohérents), C. Z. Guest, Joseph Alsop,,, Robert Silvers, Julia Child (son accent était néanmoins systématiquement rhotique) et Cornelius Vanderbilt IV. À l'exception de Child, tous ces locuteurs ont grandi et/ou ont été éduqués dans le Nord-Est des États-Unis.

#### Cas de Franklin D. Roosevelt
Les enregistrements sonores du président Franklin D. Roosevelt, qui est issu d'une famille privilégiée de New York et ayant fait ses études à la Groton School, présentent un certain nombre de motifs caractéristiques.
L'un de ses discours les plus fréquemment entendus présente une diphtongue descendante dans le mot fear, ce qui le distingue des autres formes d'accents non rhotiques survivants aux États-Unis. Un R transitionnel (entre deux mots), cas d'exception où le R est rendu audible, est également présent à cet endroit : « the only thing we have to fear is fear itself » (« la seule chose dont on doit avoir peur est la peur elle-même »)  (ci-contre à droite). Cette prononciation du R est également enregistrée dans son discours de Pearl Harbor, par exemple dans la phrase « […] by naval and air forces of the Empire of Japan ».

### Acteurs
Des acteurs connus pour utiliser un accent transatlantique en public sont Tyrone Power, Bette Davis, Katharine Hepburn, Laird Cregar, Vincent Price (qui est également allé à l'école dans le Connecticut),, Christopher Plummer, Sally Kellerman, Tammy Grimes et Westbrook Van Voorhis.
Cary Grant, arrivé d'Angleterre aux États-Unis à l'âge de seize ans, avait un accent souvent considéré comme transatlantique, bien qu'avec un mélange plus naturel et inconscient de traits britanniques et américains[réf. nécessaire]. Roscoe Lee Browne, défiant les rôles généralement attribués aux acteurs noirs, a également toujours parlé avec un accent transatlantique. L'humoriste Tom Lehrer est connu pour avoir parodié l'accent dans un hommage satirique de 1945 à son alma mater, l'Université de Harvard. L'acteur et chanteur David Cassidy a remarqué que son père, Jack Cassidy, l'utilisait aussi.

## Accents similaires
Le Canadian dainty est un accent similaire qui était connu au Canada, bien que résultant de différents processus historiques ; il a existé pendant près d'un siècle avant de décliner dans les années 1950.
Dans et autour de Boston, un accent semblable était associé à l'élite urbaine locale à la fin des années 1800 et au début des années 1900 : celui des Brahmanes de Boston, incluant des locuteurs tels que Henry Cabot Lodge Jr, Charles Eliot Norton, Samuel Eliot Morison, Harry Crosby, John Brooks Wheelwright, George C. Homans, Elliot Richardson, George Plimpton (bien qu'il ait en fait été un membre de l'élite de New York) et John Kerry (qui a sensiblement réduit son accent à partir de son jeune âge adulte).

## Phonologie
Du fait qu'il s'agit d'un accent artificiel et codifié, l'accent transatlantique connaît très peu de variations.

### Voyelles
| Voyelles pures (monophtongues)         | Voyelles pures (monophtongues) | Voyelles pures (monophtongues)       |
| -------------------------------------- | ------------------------------ | ------------------------------------ |
| diaphonème anglais                     | Réalisation transatlantique    | Exemple                              |
| /æ/                                    | [æ]                            | trap                                 |
| /ɑː/                                   | [a]                            | bath                                 |
| /ɑː/                                   | [ɑː]                           | father                               |
| /ɒ/                                    | [ɒ]                            | lot, top, cloth                      |
| /ɔː/                                   | [ɔː]                           | all, taught, saw                     |
| /ɛ/                                    | [ɛ~e]                          | dress, met, bread                    |
| /ə/                                    | [ə]                            | about, syrup                         |
| /ɪ/                                    | [ɪ~ɪ̈]                          | hit, skim, tip                       |
| /iː/                                   | [iː]                           | beam, fleet, chic                    |
| /ʌ/                                    | [ɐ]                            | bus, gus, coven                      |
| /ʊ/                                    | [ʊ]                            | book, put, would                     |
| /uː/                                   | [uː]                           | glue, dew                            |
| Diphtongues                            |                                |                                      |
| /aɪ/                                   | [aɪ]                           | shine, try, bright, dice, pike, ride |
| /aʊ/                                   | [ɑʊ]                           | ouch, scout, now                     |
| /eɪ/                                   | [eɪ]                           | lake, paid, rain, rein               |
| /ɔɪ/                                   | [ɔɪ]                           | boy, moist, choice                   |
| /oʊ/                                   | [oʊ]                           | goat, oh, show                       |
| Voyelles historiquement suivies de [ɹ] |                                |                                      |
| /ɑː(ɹ)/                                | [ɑə]                           | car, dark, barn                      |
| /ɪə(ɹ)/                                | [ɪə]                           | fear, peer, tier                     |
| /ɛə(ɹ)/                                | [ɛə]                           | fare, pair, rare                     |
| /ʊə(ɹ)/                                | [ʊə]                           | sure, tour, pure                     |
| /ɔː(ɹ)/                                | [ɔə]                           | torn, short, port                    |
| /ɜː(ɹ)/                                | [ɜː~ə:]                        | burn, first, herd                    |
| /ə(ɹ)/                                 | [ə]                            | doctor, martyr, surprise             |

#### Autres particularités
L'accent transatlantique dissimile les mots trap et bath (ils sont prononcés différemment). Cependant, contrairement à la Received Pronunciation, la voyelle de bath ne se confond pas avec celle de palm ; elle est seulement abaissée de [æ] à [a].
|      | Anglais américain standard | Received Pronunciation | Accent transatlantique |
| ---- | -------------------------- | ---------------------- | ---------------------- |
| trap | [æ]                        | [æ]                    | [æ]                    |
| bath | [æ]                        | [ɑː]                   | [a]                    |
| palm | [ɑ]                        | [ɑː]                   | [ɑː]                   |

Une autre dissimilation est celle de father et bother, qui sont homophones en anglais américain.
|        | Anglais américain standard | Received Pronunciation | Accent transatlantique |
| ------ | -------------------------- | ---------------------- | ---------------------- |
| father | [ɑ]                        | [ɑː]                   | [ɑː]                   |
| bother | [ɑ]                        | [ɒ]                    | [ɒ]                    |

Tandis que la plupart des dialectes de l'anglais américain surélèvent la voyelle de trap dans plusieurs environnements (le son /æ/ se rapprochant souvent de [ɛ]), l'accent transatlantique ne le fait jamais.
À l'instar de la Received Pronunciation contemporaine, mais contrairement à ses variantes plus conservatrices ainsi qu'à l'anglais américain standard, le mot cloth et ses dérivés utilisent la voyelle de lot plutôt que celle de thought,. En revanche, la voyelle de thought est utilisée dans des mots tels que all, salt ou malt.
|         | Anglais américain standard | Received Pronunciation (contemporaine/traditionnelle) | Accent transatlantique |
| ------- | -------------------------- | ----------------------------------------------------- | ---------------------- |
| cloth   | [ɔ]                        | [ɒ~ɔː]                                                | [ɒ]                    |
| lot     | [ɑ]                        | [ɒ]                                                   | [ɒ]                    |
| thought | [ɔ]                        | [ɔː]                                                  | [ɔː]                   |

La distinction entre cot [kɒt] et caught [kɔːt] est préservée.
Dans une majorité de dialectes de l'anglais, la voyelle /i/ n'est pas réduite en [ɪ] en fin de mot comme c'est le cas ailleurs (happy est normalement prononcé [ˈhæ.pi] et non [ˈhæ.pɪ]). L'accent transatlantique est une exception et c'est bien [ˈhæ.pɪ] qui sera entendu (de même pour sherry [ˈʃɛ.ɹɪ] ou coffee [ˈkɒ.fɪ]). Cela s'étend aussi à d'autres environnements comme cities, remark, because ou variable qui utilisent également [ɪ].
Les voyelles inaccentuées ne sont jamais confondues : ainsi Rosas [ˈɹoʊ.zəs] et roses [ˈɹoʊ.zɪs] sont distingués. L'anglais américain standard le fait aussi, mais pas dans tous les cas : ainsi la distinction signifie aussi que l'accent transatlantique perd la rime américaine de rabbit et abbot notamment.
|        | Anglais américain standard | Received Pronunciation | Anglais transatlantique |
| ------ | -------------------------- | ---------------------- | ----------------------- |
| rabbit | [-bət]                     | [-bɪt]                 | [-bɪt]                  |
| abbot  | [-bət]                     | [-bət]                 | [-bət]                  |

Les confusions de voyelles avant /l/, typiques de plusieurs accents à la fois britanniques et américains,, ne se produisent pas. Ainsi les voyelles de hull [hʌl] et bull [bʊl] restent distinctes.

#### Voyelles avant /ɹ/
Dans l'accent transatlantique, le /ɹ/ postvocalique est généralement élidé ou vocalisé, et les voyelles /ə/ ou /ɜː/ ne deviennent pas rhotiques. Le R transitionnel est utilisé entre deux mots (voir la section sur le cas de Franklin D. Roosevelt), mais le R intrusif n'est pas autorisé,,. Les R transitionnels et intervocaliques sont considérés comme une liaison ; ainsi, ils sont placés au début de la syllabe suivante plutôt qu'à la fin de la syllabe précédente.
Lorsqu'il est précédé d'une voyelle longue, le R est vocalisé en [ə] (schwa), tandis que la voyelle longue elle-même est raccourcie. Cependant, lorsqu'il est précédé d'une voyelle courte, le schwa est élidé. Par conséquent, les voyelles longues et courtes avant R ne sont généralement distinguées que par la présence ou non du schwa.
|        | Anglais américain standard | Received Pronunciation | Accent transatlantique |
| ------ | -------------------------- | ---------------------- | ---------------------- |
| mirror | [ˈmɪ.ɹɚ]                   | [ˈmɪ.ɹə]               | [ˈmɪ.ɹə]               |
| nearer | [ˈnɪ.ɹɚ]                   | [ˈnɪə.ɹə]              | [ˈnɪə.ɹə]              |

|       | Anglais américain standard | Received Pronunciation | Accent transatlantique |
| ----- | -------------------------- | ---------------------- | ---------------------- |
| merry | [ˈmɛ.ɹi]                   | [ˈmɛ.ɹi]               | [ˈmɛ.ɹɪ]               |
| Mary  | [ˈmɛɚ.i]                   | [ˈmɛə.ɹi]              | [ˈmɛə.ɹɪ]              |
| marry | [ˈmæ.ɹi]                   | [ˈmæ.ɹi]               | [ˈmæ.ɹɪ]               |

D'autres distinctions avant R que l'anglais américain standard ne font pas forcément incluent :
- cure [kjʊə] et force [fɔəs] ;
- hurry [ˈhʌ.ɹɪ] et furry [ˈfɜːɹɪ] ;
- thought [θɔːt] et force [fɔəs] (d'où aussi saw [sɔː] et sauce [sɔːs] en face de sore/sour [sɔə] et source [sɔəs])[76]. Cela ne correspond pas à la distinction connue en Received Pronunciation traditionnelle entre horse /ɔː/ et hoarse /ɔə/, mais bien à celle qui est observée dans les accents rhotiques en anglais américain standard.

|         | Anglais américain standard | Received Pronunciation (contemporaine / traditionnelle) | Accent transatlantique |
| ------- | -------------------------- | ------------------------------------------------------- | ---------------------- |
| thought | [θɔt]                      | [θɔːt]                                                  | [θɔːt]                 |
| horse   | [hɔɹs]                     | [hɔːs]                                                  | [hɔəs]                 |
| hoarse  | [hɔɹs]                     | [hɔːs] ~ [hɔəs]                                         | [hɔəs]                 |

- palm [pɑːm] et start [stɑət] (d'où aussi spa [spɑː] et alms [ɑːmz] en face de spar [spɑə]  et arms [ɑəmz])[77]. Cela maintient la distinction américaine qui n'est pas faite dans la Received Pronunciation.

### Consonnes
|          | Labial | Labial | Dental | Dental | Alvéolaire | Alvéolaire | Post-alvéolaire | Post-alvéolaire | Palatal | Palatal | Vélaire | Vélaire | Glottal | Glottal |
| -------- | ------ | ------ | ------ | ------ | ---------- | ---------- | --------------- | --------------- | ------- | ------- | ------- | ------- | ------- | ------- |
| Nasal    |        | m      |        |        |            | n          |                 |                 |         |         |         | ŋ       |         |         |
| Occlusif | p      | b      |        |        | t          | d          |                 |                 |         |         | k       | ɡ       |         |         |
| Affriqué |        |        |        |        |            |            | tʃ              | dʒ              |         |         |         |         |         |         |
| Fricatif | f      | v      | θ      | ð      | s          | z          | ʃ               | ʒ               |         |         |         |         | h       |         |
| Spirant  |        |        |        |        |            | l          |                 | ɹ               |         | j       | ʍ       | w       |         |         |

- L'accent transatlantique n'a pas la confusion de wine [waɪ̯n] et whine [ʍaɪ̯n] : les consonnes w /w/ et wh /ʍ/ se prononcent différemment. On retrouve cette caractéristique dans la Received Pronunciation conservatrice et l'anglais de Nouvelle-Angleterre, dans certains accents canadiens et du sud des États-Unis, et sporadiquement dans le Midwest et l'Ouest.
- Le phonème /t/ peut être prononcé comme un coup de glotte [ʔ] uniquement s'il est suivi d'une consonne (soit dans le même mot, soit dans le mot suivant). Ainsi grateful peut être prononcé [ˈɡɹeɪ.ʔfɫ̩] Écouter. Contrairement à l'anglais américain standard, l'accent transatlantique ne réduit jamais /t/ et /d/ : butter est prononcé [ˈbʌ.tə] et non [ˈbʌ.ɾə], tandis que winter [ˈwɪn.tə] ne devient jamais homophone de winner [ˈwɪ.nə] comme c'est le cas dans certains accents américains régionaux[78].
- Le yod n'est généralement élidé qu'après /ɹ/, et éventuellement après /s/ et /l/[79],[80]. Quand il est prononcé, il est préservé tel quel (duke donne [djuːk] Écouter plutôt que ([dʒuːk] Écouter)[74],[81].
- Un L sombre [ɫ] peut être entendu pour /l/ dans tous les contextes.

### Autres particularités de prononciation
- Le suffixe -day (par exemple dans Monday ou yesterday) peut être prononcé [deɪ̯] ou [dɪ][74],[82].
- Dans everybody, nobody, somebody et anybody, c'est la voyelle de strut /ʌ/ qui est utilisée, plutôt que celle de lot /ɑ~ɒ/ – il en va de même pour was, of, from, what quand ils sont accentués (occasionnellement, les voyelles de ces mots peuvent aussi se prononcer avec un schwa [ə][70]).
- Dans les mots polysyllabiques se terminant par -ary, -ery, -ory, -mony, -ative, -bury et -berry, la première voyelle du suffixe se prononce [ə][69].

| Exemple    | Anglais américain standard | Received Pronunciation | Anglais transatlantique |
| ---------- | -------------------------- | ---------------------- | ----------------------- |
| military   | [-te.ɹi]                   | [-tɹi]                 | [-tə.ɹɪ]                |
| inventory  | [-tɔ.ɹi]                   | [-tɹi]                 | [-tə.ɹɪ]                |
| artillery  | [-lə.ɹi]                   | [-lə.ɹi]               | [-lə.ɹi]                |
| Canterbury | [-bə.ɹi]                   | [-bə.ɹɪ]               | [-bə.ɹɪ]                |
| testimony  | [-moʊ̯.ni]                  | [-mə.ni]               | [-mə.nɪ]                |
| innovative | [-eɪ̯.ɾɪv]                  | [-ə.tɪv ~ -eɪ̯.tɪv]     | [-ə.tɪv ~ -eɪ̯.tɪv]      |